# Burst Angel
Burst Angel (爆裂天使 Bakuretsu Tenshi?) es un anime shōnen con un pequeño toque de Yuri producido por los estudios Gonzo en el año 2004, cuyo nombre traducido literalmente del japonés sería "ángel explosivo". Está dirigida por Kōichi Ōhata y el diseño de los personajes es obra de Ugetsu Hakua. La serie consta de 24 episodios. En España la serie ha sido licenciada y emitida por el canal Buzz, en Latinoamérica fue transmitida por Animax, y en Estados Unidos por FUNimation Channel.
Más tarde se realizó una OVA de 1 episodio, llamada "Tenshi Sairin" o "Burst Angel Infinity", que fue publicada en marzo de 2007 en Japón.

## Argumento
La acción se desarrolla en la ciudad de Tokio en un futuro no muy lejano (algún momento después de 2020). Tras un aumento del número de delitos en las calles, el gobierno aprueba una ley que permite a los ciudadanos llevar armas para protegerse. Esto, lejos de reducir la delincuencia, sume a la ciudad en una situación caótica y peligrosa, hasta tal punto que la policía, conocida como R.A.P.T.(Recent Armed Police of Tokyo) prefiere eliminar a los delincuentes antes que apresarlos.

## Personajes
- Jo (ジョウ jou?)

 Seiyū: Akeno Watanabe
La protagonista de la serie. De cabello gris, ojos rojos, lleva dos Desert Eagles y posee un tatuaje con forma de ala que empieza a brillar cuando Jo utiliza todo su potencial. Es llamada "El Ángel de la Muerte", y trabaja para una empresa multinacional llamada "Bai Lan" con su mejor amiga, Meg. Jo es de carácter serio y un tanto fría, en parte es por su pasado que no conoce, también posee una mente un tanto simple y despreocupada, como no preocuparse de cosas como el dinero. Ella solo vive para el trabajo y para matar por lo que cualquier tipo de diversión le parece absurda y para entretenerse ve películas de terror. Jo defiende a Meg y la protege con su vida ya que cuando eran pequeñas, Meg cuidó de ella por lo que le tiene mucho cariño.
- Meg (メグ megu?)

 Seiyū: Megumi Toyoguchi
Tiene el cabello rojo (su verdadero color de pelo es negro), se viste como una vaquera. Disfruta de comer y le encanta los bufets. Ella es la mejor amiga de Jo y es la que siempre ha estado con ella. Al parecer los sentimientos de Meg hacia Jo son románticos ya que le tiene mucho cariño y afecto. Ella conoció a Jo en la ciudad de Nueva York, siendo una huérfana, un año antes del comienzo de la serie. Desde entonces, Meg y Jo se convirtieron en cazarrecompensas hasta que Sei las contratara. Al principio a Meg no le agradaba Jo por su capacidad destructiva, pero después de algún tiempo aprendió a apreciar y confiar en Jo.

## Adaptaciones

### Anime
Burst Angel es un anime original de los estudios Gonzo. Dirigido por 	Kōichi Ōhata y diseño de personajes por Ugetsu Hakua. Fue transmitida originalmente por el canal TV Asahi desde el día 6 de abril al día 14 de septiembre de 2004. La serie está licenciada y emitida en los Estados Unidos por FUNimation Channel, en Latinoamérica por Animax y en España por el Canal Buzz.

#### Banda sonora
- Opening: Loosey de THE STRiPES

- Ending: Under the Sky de Cloudica

### Manga
El manga se titula Burst Angel: Angel's Adolescence. Creado por Minoru Murao y publicado por Media Work. Empezó a editarse el 27 de julio del 2004 y consta de 3 volúmenes. Únicamente está licenciada fuera de Japón, en los Estados Unidos por la editorial Tokyopop.
El argumento trata de acontecimientos que ocurren antes de que Jo y Meg se unieran al equipo de Sei. Se centra principalmente en Jo y Meg, y la relación que comparten. Sei y Amy aparecen con el objetivo de conseguir que las dos chicas se unan a su equipo, aunque al principio desprecia a Meg al ver que no sería muy útil e intenta separarla.

### OVA
Burst Angel Infinity fue lanzado en Japón el 23 de marzo de 2007. A diferencia de Angel's Adolescence, la OVA es una historia paralela que gira en torno Jo y Meg en la ciudad de Nueva York, explicando las consecuencias del episodio 14 del anime. La OVA también incluye un pequeño segmento de los personajes, cinco años en el futuro, mostrando que habrá una segunda serie en el futuro. La OVA fue lanzado por FUNimation el 13 de noviembre de 2007.

## Curiosidades
- En el episodio 19 minuto 5:18 aparecen como cameos Amelia Will Tasla Sailune (Slayers), Honey Kisaragi (Cutey Honey) con el cabello rojo, Raven (DC Comics) y Orihime Inoue (Bleach)